# Шоржа
Шоржа (вірм. Շորժա) — село в марзі Гегаркунік, на сході Вірменії. Село розташоване на березі озера Севан на північний захід від Артаниського півострову (розділяє великий та малий Севан), на трасі Єреван — Севан — Варденіс та на залізничній гілці Єреван — Раздан — Сотк. Відносно населених пунктів, Шоржа розташована за 15 км на південний захід від міста Чамбарак, за 44 км на південний схід від міста Севан, за 61 км на північний захід від міста Варденіс, за 3 км на південь від села Агберк та за 8 км на захід від села Артаніш. Залізнична станція Шоржа є кінцевою станцією для літніх туристичних електропоїздів, що прямують від станції Канакер, що на півночі Єревану.
На південній околиці міста розташована каплиця і цвинтар 17 століття. На пагорбі з видом на місто, розташовані руїни каплиці, і десь в околицях знаходяться залишки форту Залізної доби.